# Görümlü, Silopi
Görümlü là một thị trấn thuộc huyện Silopi, tỉnh Şırnak, Thổ Nhĩ Kỳ. Dân số thời điểm năm 2011 là 3.498 người.